# شركة آبار للاستثمار البترولي
شركة آبار للاستثمار البترولي شركة إمارتية مملوكة لحكومة أبو ظبي تستثمر أموال العائدات النفطية في العديد من المجالات وبالشراكة مع شركات استثمار عديدة

## نشاط الشركة
يتمثل نشاط الشركة في الاستثمار في أعمال الحفر البري والبحري للنفط والغاز، بالإضافة إلى شراء شركات أخرى تعمل في مجال النفط والغاز أو الاستثمار فيها، ومقرها أبوظبي. تم تعديل اسم الشركة إلى شركة آبار للاستثمار.
بتاريخ 23\3\2009، أعلنت دايملر أي جي أن شركة “آبار للاستثمار” باتت أكبر مساهم في الشركة، حيث ستقوم بشراء قرابة 1.9% من رأسمال أسهم دايملر المصدرة من خلال زيادة رأسمال الشركة. وسبق أن حصلت شركة آبار  على 97 بالمئة من أسهم  الشركة السنغافورية بيرل انرجيفي عام 2006.
وتستثمرالشركة أيضاً في  العقارات، والخدمات المالية، والطاقة، والسلع الأساسية، والفضاء، ويركز نهج "آبار" الاستثماري على تحقبق قيمة اقتصادية مستدامة، والتي غالباً ما تكون مستقلة عن تقلبات السوق

## وصلات خارجية
الموقع الرئيسي